# Nyelv-garat ideg

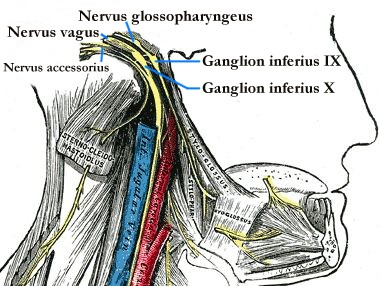
Nervus vagus és glossopharyngeus dúcai, Nervus accessorius

A nyelv-garat ideg többfunkciójú ideg. Mozgató, paraszimpatikus, általános érzéseket és ízérzéseket közvetítő funkciója van. Egyik ága látja el a vérnyomásérzékelőt (glomus caroticum).

## Nyelv-garat ideg (IX. agyideg)
A nyelv-garat ideg (nervus glossopharyngeus) motoros és érző ideg.

#### A nyelv-garat ideg magvai
Az idegnek három magja van: a (1) fő motoros mag, a (2) paraszimpatikus mag, és az (3) érző mag.

#### A fő motoros mag(nucleus motorius principalis)
Ez a mag a nyúltvelő hálózatos állományának (formatio reticularis) a mélyében helyezkedik el. Mindkét agyféltekéből kap corticonuclearis rostokat.

#### A paraszimpatikus mag (nucleus parasympathicus)
Ezt a magot nevezzük nucleus salivatorius inferiornak. Afferens rostokat kap a hipotalamusztól a leszálló autonóm idegpályákon. Kap információkat a szaglórendszerből is, valamint ízérző információkat a szájüregből.   Az efferens preganglionaris parasympathicus rostok a ganglion oticumban kapcsolódnak át. A postganglionaris rostok a fültőmirigyet (glandula parotis) idegzik be szekretorosan.

#### Az érző mag(nucleus sensorius)
A nucleus tractus solitarii része. Az ízérző ingerületek azon idegdúcok sejtjeinek a perifériás axonjain  keresztül vezetődnek, amely ganglionok magában az ideg állományába beágyazva találhatók. A sejtek a centrális nyúlványai synapsist képeznek a mag sejtjeivel. Az efferens rostok átkereszteződnek a középsíkon és felszállnak az ellenoldali talamuszhoz. Az ebből kiinduló axonok a hátsó központi tekervény (gyrus postcentralis) alsó végében végződnek. Az általános érzésekre vonatkozó afferens információk az agytörzsbe az ideg felső ganglionján keresztül lépnek be, de a háromosztatú ideg gerincvelői magjában végződnek. A közös fejverőér (arteria carotis communis) elágazódásánál található nyomásérzékelő receptorból (baroreceptor) az afferens ingerületeket szintén a nyelv-garat ideg közvetíti. A carotis sinus reflex, amelyet a nyelv-garat ideg és a bolygóideg közvetít, az artériás vérnyomás szabályozásában játszik szerepet.

#### A nyelv-garat ideg lefutása
A nyelv-garat ideg gyökérszálak sorával lép ki a nyúltvelő felső részén az olivától oldalt lévő barázdában. A hátsó koponyagödörben hátrafelé fut, és a koponyából a torkolati nyíláson (foramen jugulare) keresztül lép ki. Az ideg felső és alsó érző dúcai itt helyezkednek el. Az ideg ezután leszáll a nyak felső részén a stylopharyngeus izomhoz, amelyet beidegez. Az ideg ez után előre halad a felső és középső garatfűző izmok között, és érző ágakat ad le a garathoz és a nyelv hátsó harmadához.